# Anuar Mohamed Tuhami
Anuar Mohamed Tuhami (Ceuta, 15 de enero de 1995), conocido simplemente como Anuar, es un futbolista español de origen marroquí que juega en la posición de centrocampista y su equipo es la A. D. Ceuta F. C. de la Segunda División de España.

## Trayectoria
Empezó a jugar al fútbol a los 3 años en el colegio San Agustín de Ceuta. Con 13 años llegó al Real Valladolid C. F., pasando por todas las categorías inferiores hasta llegar al primer equipo.
El debut con el primer equipo del Real Valladolid C. F. se produjo el 15 de octubre de 2014, en un partido de Copa del Rey frente al Girona F. C., entrando en sustitución de Álvaro Rubio. 
En liga debutó frente al C. D. Lugo, el 1 de mayo de 2016.
En la temporada 2017-18 consiguió su primer ascenso a Primera División con el Real Valladolid y en la 2018-19 hizo su debut en la máxima categoría con el conjunto vallisoletano.
Su primer tanto en Primera División fue ante el Real Madrid C. F. el 10 de marzo de 2019, partido en el que el conjunto pucelano fue derrotado por 1-4.
En enero de 2020 llegó cedido al Panathinaikos de la Superliga de Grecia hasta el final de la temporada 2019-20. En septiembre se marchó prestado al APOEL de Nicosia.
La temporada 2021-22 la disputó en el equipo pucelano en el que su importancia fue de menos a más disputando un total de 37 partidos y logrando 4 goles siendo claves para ayudar al equipo a ascender a Primera División.[cita requerida]
La temporada 2022-23 empezó acumulando 211 minutos de juego repartidos en tres partidos, pero en un amistoso disputado en Burgos el 22 de septiembre frente al Club Atlético Osasuna tuvo que ser sustituido por lesión y dos días más tarde se confirmó la rotura del ligamento cruzado anterior de la rodilla derecha perdiéndose toda la temporada.
La temporada 2024-25 fue nombrado primer capitán.
En la temporada 2024-2025 comienza lesionado, ya recuperado, vuelve a la titularidad frente al Deportivo Alavés marcando un gol y también provoca un penal, siendo la figura en su vuelta a la titularidad.
Volvería anotar y ser figura en su partido contra el Valencia Club de Fútbol, partido sumamente importante por lo que estaba viviendo el club, se rompería en llanto tras el agónico triunfo.
El 7 de mayo de 2025 se hizo oficial la marcha del canterano pucelano a final de temporada tras no aceptar la propuesta de renovación recibida, equipo al que llegó con 13 años. El 15 de mayo de 2025 se anunció que recibiría la insignia de oro del Real Valladolid en los prolegómenos del duelo liguero ante el Deportivo Alavés, último partido de la temporada como local.
El 27 de junio de 2025 fichó por la A. D. Ceuta F. C. para el regreso del club a la Segunda División.

## Selección nacional
El 6 de septiembre de 2019 debutó con Marruecos en un partido amistoso jugado contra Burkina Faso en el Estadio de Marrakech de Marrakech. Salió con el dorsal 6 en el minuto 80 sustituyendo a Fayçal Fajr con el marcador luciendo victoria visitante 0-1. El partido acabó con empate a 1.
El 10 de septiembre jugó su segundo partido con Marruecos en un partido amistoso jugado contra Níger en el Estadio de Marrakech de Marrakech. Salió con el dorsal 25 en el minuto 76 sustituyendo a Adel Taarabt con el marcador luciendo victoria local 1-0, tal y como acabó.

## Clubes

### Estadísticas
Actualizado al último partido disputado el 24 de mayo de 2025.
| Real Valladolid C. F. "B" · España                                                                                             | 2014-2015     | 2.ª B                      | 37  | 0  | -  | - | - | - | 37  | 0  |
| Real Valladolid C. F. "B" · España                                                                                             | 2015-2016     | 2.ª B                      | 28  | 0  | -  | - | - | - | 28  | 0  |
| Real Valladolid C. F. "B" · España                                                                                             | 2016-2016     | 2.ª B                      | 29  | 1  | -  | - | - | - | 29  | 1  |
| Real Valladolid C. F. "B" · España                                                                                             | Total         | Total                      | 94  | 1  | -  | - | - | - | 94  | 1  |
| Real Valladolid C. F. · España                                                                                                 | 2015-2016     | 2ª División Española       | 1   | 0  | 0  | 0 | - | - | 1   | 0  |
| Real Valladolid C. F. · España                                                                                                 | 2016-2017     | 2ª División Española       | 2   | 0  | 2  | 0 | - | - | 4   | 0  |
| Real Valladolid C. F. · España                                                                                                 | 2017-2018     | 2ª División Española       | 29  | 1  | 2  | 1 | - | - | 31  | 2  |
| Real Valladolid C. F. · España                                                                                                 | 2018-2019     | 1ª División Española       | 19  | 1  | 4  | 0 | - | - | 23  | 1  |
| Real Valladolid C. F. · España                                                                                                 | 2019-2020     | 1ª División Española       | 11  | 0  | 1  | 0 | - | - | 12  | 0  |
| Real Valladolid C. F. · España                                                                                                 | Total         | Total                      | 62  | 2  | 9  | 1 | - | - | 71  | 3  |
| Panathinaikos F. C. (cedido) · Grecia                                                                                          | 2019-2020     | Superliga de Grecia        | 17  | 0  | 0  | 0 | - | - | 0   | 0  |
| Panathinaikos F. C. (cedido) · Grecia                                                                                          | Total         | Total                      | 17  | 0  | 0  | 0 | - | - | 17  | 0  |
| APOEL de Nicosia (cedido) Chipre                                                                                               | 2020-2021     | Primera División de Chipre | 24  | 1  | 5  | 1 | 3 | 1 | 27  | 2  |
| APOEL de Nicosia (cedido) Chipre                                                                                               | Total         | Total                      | 24  | 1  | 5  | 1 | 3 | 1 | 29  | 3  |
| Real Valladolid C. F. · España                                                                                                 | 2021-2022     | 2ª División Española       | 34  | 3  | 3  | 1 | - | - | 37  | 4  |
| Real Valladolid C. F. · España                                                                                                 | 2022-2023     | 1ª División Española       | 3   | 1  | -  | - | - | - | 3   | 1  |
| Real Valladolid C. F. · España                                                                                                 | 2023-2024     | 2ª División Española       | 20  | 2  | 2  | 0 | - | - | 22  | 2  |
| Real Valladolid C. F. · España                                                                                                 | 2024-2025     | 1ª División Española       | 26  | 2  | 2  | 0 | ― | ― | 28  | 2  |
| Real Valladolid C. F. · España                                                                                                 | Total         | Total                      | 83  | 8  | 7  | 1 | - | - | 90  | 9  |
| A. D. Ceuta F. C. España | 2025-2026     | 2ª División Española       |     |    |    |   |   |   |     |    |
| A. D. Ceuta F. C. España | Total         | Total                      | 24  | 1  | 5  | 1 | 3 | 1 | 29  | 3  |
| Total carrera | Total carrera | Total carrera              | 280 | 12 | 20 | 3 | 3 | 1 | 301 | 16 |
| (1) Copas nacionales se refiere a la Copa del Rey y la Copa de Chipre. (2) Torneos internacionales se refiere a la Liga Europa |               |                            |     |    |    |   |   |   |     |    |